# Doina Stăiculescu
Doina Stăiculescu (Bucarest, 7 dicembre 1967) è un'ex ginnasta rumena medaglia d'argento nel concorso individuale alle Olimpiadi di Los Angeles 1984, edizione dei Giochi che vide il debutto della ginnastica ritmica fra gli sport olimpici. È l'unica ginnasta rumena ad avere vinto, al 2018, una medaglia olimpica nella ritmica.

## Biografia
Tre volte campionessa nazionale rumena tra il 1982 e il 1984, Stăiculescu si presentò tra le favorite ai Giochi olimpici di Los Angeles 1984 forte del sesto posto ottenuto ai precedenti Mondiali di Strasburgo 1983, dove fu preceduta solamente dalle atlete sovietiche e bulgare che però non parteciparono alle Olimpiadi a causa del boicottaggio da parte del blocco sovietico (a cui la Romania non aderì). Alla fine vinse il primo titolo olimpico la canadese Lori Fung, solamente 23ª classificata ai precedenti Mondiali e compagna di allenamento della stessa Stăiculescu.

## Palmarès
- Giochi olimpici

Los Angeles 1984: argento nel concorso individuale.